# 4144 Vladvasilʹev
A 4144 Vladvasilʹev (ideiglenes jelöléssel 1981 SW6) a Naprendszer kisbolygóövében található aszteroida. Ljudmilla Vasziljevna Zsuravljova fedezte fel 1981. szeptember 28-án.